# Муцу Мунемицу
Муцу Мунемицу (Јап.陸奥宗光 Mutsu Munemitsu) (20. август 1844 — Такиногава, 24. август 1897) био је владин службеник и дипломата током Меиџи периода у Јапану.

## Детињство и младост
Муцу Мунемицу је рођен у области Вакајама (сада област Кишу) у провинцији Кии као шести син самураја имену Дате Мунехиро. Отац је био веран шогунату али и присталица идеје Соно џои политике па је и Муцу под утицајем тих отишао и придружио се Сакамото Рјоми и Ито Хиробумију у покрету за збацивање Токугава шогуната. Био је један од главних људи Каиентаија и њен члан све до распада групе.

## Бирократа Меиџи периода
Након Меиџи обнове, Муцу је држао неколико високих позиција у новој влади, а између осталог био је и градоначелник префектуре Хјого и Канагаве које су обе биле познате по пребивалиштима странаца. Био је главна фигура у пореским реформама на земљу 1873-1881. Помогао је Саиго Такаморију у завери везаној за округ Сацума због које је био затворен у периоду од 1878 до 1883. У затвору је превео Џереми Бентамову књигу Утилитаризам на јапански језик.
Након пуштања из затвора придружује се влади као званичник на пословима министарства спољних послова и 1884. године бива послат у Европу на усавршавање. Касније постаје министар и успоставља званичне дипломатске односе (1888–1890), између Јапана и Мексика али и ревидира до тада неједнаке споразуме између Јапана и САД.
По повратку у Јапан 1890. године, постаје министар пољопривреде и трговине. Такође је изабран и да буде део куће представника Јапана 1890. године, а две године касније и министар спољних послова у кабинету Ито Хиробумија. Године 1894, закључио је нови уговор између Британаца и Јапанаца исправљајући све неједнакости по питању јапанске стране.
Муцу је био главни јапански преговарач везан за Споразум из Шимоносекија, који је завршио Први кинеско-јапански рат (1894-1895). Након што је један јапански фанатик нападом на кинеског преговарача Ли-Хинг Чангу угрозио његов живот, јапанска влада добровољно смањује величину одштете који су оригинално планирали да траже од Кине на шта је Муцу изјавио „Лијева несрећа је добра срећа за велико кинеско царство“. Трострука интервенција од стране Француске, Немачке и Русије ревертовали су оно што је Муцу достигао са Кином, па је јапанска јавност главног кривца за, како се тада сматрало, национално понизење оптужила њега. Због тога Муцу даје оставку на све државне позиције у мају 1896. године и сели се у место Оисо у Канагави где пише своје мемоаре "Кенкенроку" (蹇蹇録) у коме описује своје погледе и објашњава своје поступке. Због дипломатских тајни мемоари ће бити објављени тек 1923. године, тј. 26 година после његове смрти.
Умро је 1897. од туберкулозе.